# Nagmeh Alaei
Nagmeh Alaei (persisch نغمه اعلایی) (* 18. November 1983 in Teheran) ist eine deutsche Schauspielerin.

## Leben und Karriere
Nagmeh Alaei legte im Jahr 2004 an der Kaiserin-Theophanu-Schule in Köln ihr Abitur ab. Ihre schauspielerische Ausbildung schloss sie 2010 an der Schauspielschule Der Keller in Köln ab. Seitdem war sie als freie Schauspielerin und Sprecherin beispielsweise in Köln, Bochum, Münster, Ludwigshafen, Duisburg sowie bei den Kreuzgangspielen Feuchtwangen tätig und stand auch regelmäßig vor der Kamera. Beim WDR ist sie seit 2014 in unterschiedlichen Hörfunkformaten zu hören, seit 2016 arbeitet sie auch als Synchronsprecherin.
In der Reihe Helen Dorn spielt sie seit 2020 die Rechtsmedizinerin Dr. Isabella Alighieri.
Ihren Hauptwohnsitz hat Nagmeh Alaei in Köln.

## Rollen (Auswahl)

### Filmografie
- 2016: Wer hat eigentlich die Liebe erfunden?
- 2016: Tatort: Feierstunde
- 2016: Der Staatsanwalt
- 2017: Kommissar Dupin (Folge 6)
- 2018: Bettys Diagnose
- 2018: Billy Kuckuck – Eine gute Mutter
- 2018: Club der roten Bänder – Wie alles begann
- 2018: How to Sell Drugs Online (Fast)
- 2018: Phoenixsee (Fernsehserie, WDR)
- 2019: Die Füchsin: Im goldenen Käfig
- 2019: Verunsichert – Alles Gute für die Zukunft (Fernsehfilm)
- 2019: Das Wichtigste im Leben (Fernsehserie, VOX)
- 2019: Meine Mutter traut sich was
- 2020: Verunsichert – Alles Gute für die Zukunft (Fernsehfilm)
- seit 2020: Helen Dorn (Fernsehfilmreihe)
  - 2020: Kleine Freiheit
  - 2021: Wer Gewalt sät
  - 2021: Die letzte Rettung
  - 2022: Das rote Tuch
  - 2023: Das Recht zu schweigen
  - 2023: Der kleine Bruder
  - 2024: Todesmut
- 2021: In aller Freundschaft – Die jungen Ärzte – Irrwege (Fernsehserie)
- 2021: Meine Mutter im siebten Himmel (Fernsehreihe)
- 2021: SOKO Köln (Fernsehserie, Folge Sühne)
- seit 2022: Ich dich auch! (Fernsehserie)[7]
- 2022: Meine Mutter gibt es doppelt (Fernsehreihe)
- 2022: Meine Mutter raubt die Braut (Fernsehreihe)
- 2024: Familie Anders (Fernsehserie, Folge Mann Nummer 1)

### Theater
- 2009: Heuschrecken (Stadttheater Krefeld Mönchengladbach, Regie: Petra Luisa Meyer)
- 2009–2011: Lust (Theater der Keller, Regie: Herbert Wandschneider)
- 2009–2011: Die Banalität der Liebe (Theater der Keller, Regie: Heinz Simon Keller)
- 2010: Die lustigen Weiber von Windsor (Kreuzgangspiele Feuchtwangen, Regie: Ullrich Hubb)
- 2010: Die drei Musketiere (Kreuzgangspiele Feuchtwangen, Regie: Johannes Kaetzler)
- 2011–2012: Wilhelm Meisters Lehrjahre (Freies Werkstatt Theater, Regie: Stefan Herrmann)
- 2011–2012: Irgendwas mit Medien (Studiobühne Köln, Regie: Tim Mrosek, Gerrit Booms)
- 2011: Viel Lärm um Nichts (Kreuzgangspiele Feuchtwangen, Regie: Hanfried Schütler)
- 2011: My Fair Lady (Kreuzgangspiele Feuchtwangen, Regie: Johannes Kaetzler)
- 2012: Kabale und Liebe (Prinz-Regent-Theater, Regie: Sibylle Broll-Pape)
- 2012: Was Ihr Wollt (Kreuzgangspiele Feuchtwangen, Regie: Meinhard Zanger)
- 2012: Rennschwein Rudi Rüssel (Kreuzgangspiele Feuchtwangen, Regie: Uli Meyer Horsch)
- 2013–2015: ARDIADNE AMORE (Theater Im Pfalzbau / Stadttheater Duisburg, Regie: Emanuele Soavi)
- 2013–2014: Oleanna (Wolfgang-Borchert-Theater, Regie: Meinhard Zanger)
- 2013: Anatevka (Kreuzgangspiele Feuchtwangen, Regie: Johannes Kaetzler)
- 2013: Ein Sommernachtstraum (Kreuzgangspiele Feuchtwangen, Regie: Achim Conrad)
- 2014: Kaugummi und Verflixungen (Kölner Philharmonie, Regie: Michael Mienert)
- 2016: Der Muschelfischer und die Prinzessin (Kölner Philharmonie, Regie: Michael Mienert)

### Sprecherin
- 2013: Der Räuber Hotzenplotz (Kinderhörspiel; WDR)
- 2017: Die Wasserkrieger (Hörspiel, WDR)
- 2018: Das künftige Ufer (Hörspiel, WDR)[8]
- 2018: Der dunkle Wald. Trisolaris-Trilogie nach Cixin Liu, Regie: Martin Zylka (Hörspiel – WDR)[9]
- 2018: Marlov und der Moskauer Bomben-Zirkus (Hörspiel, WDR)[10]
- 2020: Das Hörspiel zu Babylon Berlin: Der stumme Tod (Hörspiel, WDR/Radio Bremen/rbb)[11]
- 2020: Grande Randonnée (3D-Audio-Hörspiel mit zwei Perspektiven, WDR)[12]
- seit 2021: Princess Charming (RTL+, Off-Sprecherin)
- 2021: Antikammer (4teilige Hörspiel-Serie, WDR)[13]
- 2021: Jenseits der Zeit. Trisolaris-Trilogie nach Liu Cixin, Regie: Martin Zylka (Hörspiel – WDR)[14]
- 2023: Slughunters – Jagd auf die Jäger (5teilige Hörspiel-Serie, WDR)[15]

### Synchronsprecherin
- 2016–2018: Kosmoo für Marit Stocker
- 2024: The Belles. Fantasy-Hörspiel-Serie nach Dhonielle Clayton, Hörspiel, WDR[16]

## Auszeichnungen (Auswahl)
- 2009: Puck (als Beste Nachwuchsschauspielerin in Köln)
- 2012: Kreuzgangpreis der Kreuzgangspiele Feuchtwangen (für herausragende künstlerische Leistung)
- 2015: 3. Platz beim Self Made Shorties Festival